# Troticus sharkeyi
Troticus sharkeyi är en stekelart som beskrevs av Braet 2001. Troticus sharkeyi ingår i släktet Troticus och familjen bracksteklar. Inga underarter finns listade i Catalogue of Life.